# Дудка (музичний інструмент)

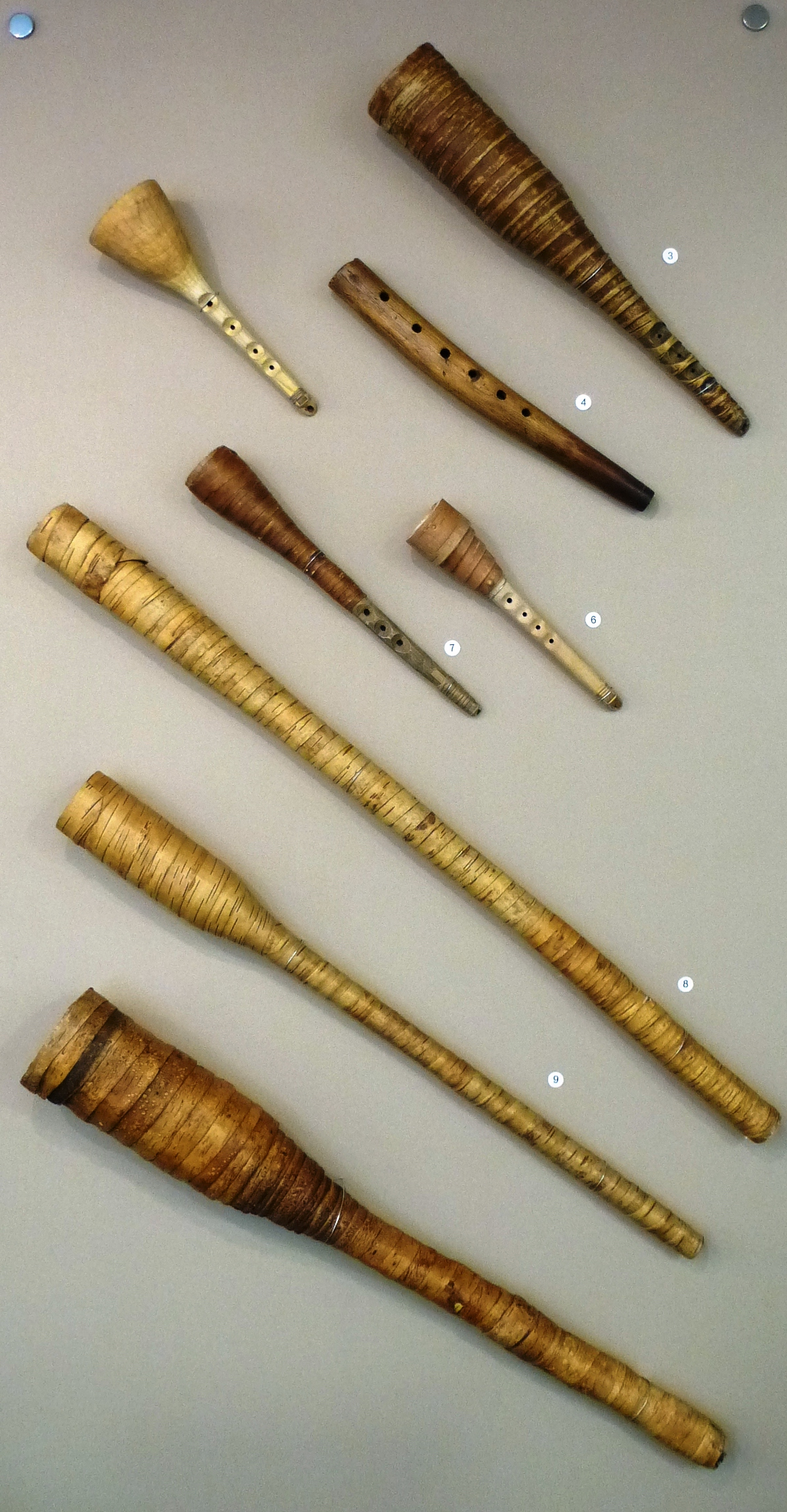
Карельські пастуші дудки

Дудка — загальна назва народних музичних духових інструментів родини поздовжніх флейт (сопелі, свірелі, сопілки тощо) в Україні, Білорусі, Росії.

## Конструкція
Дудка є трубкою з гральними отворами і свистковим отвором. Дудки відрізняються розмірами (довжина від 20 до 50 см), формою трубок (є конусоподібні, рівні, з розширенням, звуженням кінців), кількістю гральних отворів, конструкцією свисткового пристосування. Для виготовлення використовують клен, ясен, ліщину, граб, сосну, липу, крушину. Складається з бузинної тростини, очерету, і має кілька бічних отворів, а для вдування — мундштучок. У сучасній практиці використовують алюміній та ебоніт. Бувають цільні і розбірні. Дудки висвердлюють, випалюють, викручують вручну, точать на токарному верстаті.
Є й подвійні дудки: дві складені трубки дмуть через один загальний мундштук.

## Різновиди

### Дудка-поршневка
Поширений у Західній Білорусі. Являє собою циліндричну дерев'яну трубку з свистковим пристосуванням, в яку вставлено поршень з ручкою. Звуковидобування здійснюється подачею струменя повітря і ритмічних рухів поршня, який розкачується і визначає висоту звуку (довжина повітряного стовпа всередині стовбура зворотньо пропорційна висоті звуку, що отримується). Так, найнижчий звук утворюється в максимально відкритому положенні поршня, найвищий − в найбільш закритому положенні. Дудка-поршневка − слуховий інструмент без фіксованого ладу. Гра на ньому пов'язана в першу чергу зі слуховими відчуттями виконавця.

### Дудка з трьома отворами (Three-hole pipe[en])
Поширена у Західній Європі. Музикант однією рукою грає на дудці, інший — на барабані або на дзвіночку.

### Калюка
Калюка (від колючий), також вигонка, колюка, обертонова флейта, трав'яна дудка — духовий музичний інструмент, який є різновидом поздовжньої обертонової флейти, оскільки під час гри на цьому музичному інструменті видувають натуральні обертони. Являє собою порожнистий циліндр зі спеціальними отворами, виготовлений з стебла татарника колючого або деяких інших рослин.
У народній культурі інструмент вважається виключно чоловічим. Аналогічні калюці інструменти зустрічаються у багатьох народів світу.
Гра на калюці здійснюється шляхом відкривання і закривання пальцем нижнього отвору трубки, а також зміною сили струменю повітря в інструменті. Під час гри музичний інструмент тримають вертикально вниз двома руками так, щоб подушечкою вказівного пальця можна було то відкривати, то закривати нижній отвір.
Розмір музичного інструменту може бути різним, в залежності від росту і довжини рук гравця. Для дітей це від 25 до 30 см, а для дорослих — від 72 см до 86 см. Довжина вважається прийнятною, якщо долонею або пальцями руки можна закрити нижній отвір на трубі. Тому довжина флейти не повинна перевищувати розміру витягнутої руки від плеча до кінчиків пальців рук. Корпус калюки має прохід конічної форми, злегка звужується зверху вниз. Внутрішній діаметр трубок становить від 15 до 25 мм. Діаметр вихідного отвору не перевищує 12-14 мм, а верхнього отвору — 19-23 мм.

### Сопілка
В Україні збереглася назва сопілка (сопель), у Білорусі його було забуто і замінено терміном «дудка». Іноді дудкою називають волинку (зменшувальне від дуда).